# 重生傳奇
《重生传说》是南梦宫（現万代南梦宫娱乐)發售的PlayStation 2電子角色扮演遊戲，是「傳奇系列」的第6作。傳奇獨有RPG名稱為「改變你生命的RPG」。畫家豬股睦美擔任人物設定。主題曲是由Every Little Thing主唱的《good night》。

## 故事及世界觀
在這世界分為人類（ヒューマ）與獸人（ガジュマ）兩個種族，修馬族的外表與人類相似，知力非常出色，而卡裘馬族擁有獸人的外表，體力比修馬出色，而且可以操縱不可思議的力量「Force」。兩個種族互相和平共存在在這世界。可是在一年前卡雷基亞王國的拉多拉斯國王駕崩，令政局混亂，人稱之為「拉多拉斯的落日」。本來只有卡裘馬族能操縱的「Force」，修馬族亦操縱，而且令稱為派拿斯的怪物變得異常，再加上年輕的新女王繼任，政策使國家更加混亂。某一天，住在卡雷基亞北方的斯魯茲村的維格，因為落日引發體內的特殊能力「Force」並且暴走，把他的青梅竹克蕾兒亞冰封，他想盡辦法拯救她，就在這時馬歐與尤金來到斯魯茲村，把克蕾兒從冰中拯救出來。馬歐對維格說明目前世界的現況，並需要他的幫助。雖然維格不想幫助他們，但是整個事件卻已經開始動搖起來......

## 人物

### 隊伍人物
維格·朗柏格（Veigue Lungberg，聲優：檜山修之）
18歲 / 身高：183cm / 體重:71kg / 種族：人類
本作主角，有著一頭青髮的冷酷青年，因為『拉德拉斯的落日』的而使「冰」之晶能（フォルス）覺醒，卻因晶能暴走而使青梅竹馬的克雷雅冰封
1年間都過著自怨自艾的生活，直到瑪奧將其融化，之後目睹克雷雅被王之盾給帶走
為了帶回克雷雅，和尤金、馬奧踏上旅程
瑪歐（Mao，聲優：渡邊明乃）
13歲（外觀上）/ 身高：153cm / 體重:38kg / 種族：人類（外表上）
與尤金一同行動的紅髮少年，因為一年前的事變而喪失記憶，使用炎之晶能的能力者
個性有些幼稚和天真，喜歡用鼻子哼自己即興創作的歌
尤金·加朗多（Eugene Gallardo，聲優：石塚運昇）
40歲/ 身高：193cm / 體重:108kg / 種族：獸人
原王之盾隊長，有著黑豹的容貌和辮髮的獸人，鋼之晶能的能力者
安妮．巴斯（Annie Barrs，聲優：矢島晶子）
種族：人類
堤特雷．克洛烏（Tytree Crowe，聲優：山口勝平）
種族：人類
希爾妲．娜芙莉古（Hilda Rhambling，聲優：大原さやか）
種族：半獸人(人類及獸人所生)

### 重要人物
克蕾亞．貝內特（Claire Bennett，聲優：安田未央）
種族：人類
阿卡蒂．琳德布姆（Agarte Lindblum，聲優：篠原惠美）
種族：獸人

## 戰鬥系統
三戰線式線性動作戰鬥系統〔3L-LMBS〕
本系統由1條增加為3條線，增加戰鬥時迂迴進入敵人群中央的樂趣，但是相同的自己的隊形也可能因此被敵人突入，而遭到破壞，但相同的可以藉由三次元的場地移動，來迴避敵人的圍毆或是夾擊敵人以及閃避敵人的直線型法術。
而本作中TP則被「Force」（簡稱FG）取代，雖然這樣的更動可以持續放出技巧，但是只有在方格發亮的時候技巧才能發揮出最高的威力，這也為防止玩家狂放同一招技巧的機制，而方格發亮時可以為技巧帶來額外的效果，這也是讓玩家去思考自己的戰鬥方式，而不是單純的技巧互換著放而已。
隊形系統
這代的隊形系統，對應了增加物理攻擊、術攻擊、物理防禦、術防禦、force回復提升、HP回復力提升等等附加效果，藉由不同位置不同效果帶來不同的戰術上的思考。
陣術系統
由我方角色安妮或是敵方部分角色，所施放的有別於前幾各系列的法術系統，藉由施放在地上的陣術，可以暫時增加或減少人物站在該法術上的能力基本值。像是暫時增加術攻擊力或是降低物理防禦力等等，一旦離開陣術後能力值即回復正常值，這在前面的系統中是相當特別的。
昇華奧義
本代奧義跟歷代系列有著相當不同的設定，本作中所有技巧都歸類在基本技中，而奧義是藉由技巧的使用次數下去學習，每一招技巧都能設定一招奧義，可以跟不同的技巧搭配成為性質不同的奧義，當人物滿足條件時施放的技巧就會昇華成奧義。
情感系統（簡稱RG）
本作新導入的系統，此系統會影響人物擊倒怪物時HP恢復以及奧義的使用，當RG值過高時人物會有無法回復HP的情況，不過卻可以大幅增加攻擊能力（同時也下降防禦能力），當RG值極低的時候可以增加回復的HP，但卻有無法發動奧義的情況，由於本作中並沒有直接型的治療法術，所以如何掌控RG值高低是本作戰鬥中的重點。

## 主題曲
- 曲名：good night
- 作詞：持田香織、作曲：HIKARI、編曲：HIKARI、伊藤一朗/主唱：Every Little Thing

## 相關產品
小說
- 結城聖/著、豬股睦美、松竹德幸/插畫　全3冊　Super Dash文庫

## 外部連結
- （日語）傳奇系列官網連結 （页面存档备份，存于）
- （日語）NAMCO BANDAI Games Inc統合網站 （页面存档备份，存于）